# Мартяхино (городской округ город Шахунья)
Мартяхино — деревня в городском округе город Шахунья Нижегородской области России. Основана в 1894 году.
Расположена на реке Курдома в 18 км к юго-востоку от Шахуньи и в 280 км к северо-востоку от Нижнего Новгорода. С трёх сторон окружена лесами.
Имеется подъездная дорога 22Н-4818 От автодороги Шахунья — Пижма, подходящая к деревне с севера (через Гусельники) и продолжающаяся далее на юг к малой деревне Новосёловка.
В деревне, есть мемориал ВОВ, который был отремонтирован в 2020 году. Также есть библиотека и медицинский пункт.
Климат умеренный, свойственный европейской территории России. Летом температура воздуха может доходить до +38 градусов, зимой  может упасть до −30 градусов.
В 2024 году деревня Мартяхино отметила своё 130-летие.

## Население
| 1999 | 2002 | 2010 |
| ---- | ---- | ---- |
| 226  | ↘186 | ↘102 |

Национальный состав: русские — 97 %.

## Образование и культура
В деревне есть библиотека. Мартяхинская сельская библиотека была построена в 1950 году.
Сейчас в ней зарегистрировано 250 читателей, книжный фонд составляет 8 963 экземпляра, обслуживается 6 населенных пунктов.
Работа ведется по различным направлениям: здоровый образ жизни, экология, патриотизм, не забывается и семейное чтение, духовно-нравственное воспитание.
С 2018 года в библиотеке работает детский клуб по интересам «Досуг», с 2020 года — женский клуб «Встреча». В клубах собираются читатели разного возраста, чтобы организованно и с пользой провести свое свободное время. Библиотека является культурным и информационным местом в деревне, объединяющим молодежь, детей и взрослых, всех тех, кто любит читать и любит книгу, кому не безразлично будущее своей семьи и деревни.
В населённом пункте существовала Мартяхинская основная общеобразовательная школа, при ней работал местный детский сад для детей дошкольного возраста. В октябре 2008 года школа закрылась, впоследствии была заброшена и ликвидирована.